# 披针叶连蕊茶
披针叶连蕊茶（学名：Camellia lancilimba）是山茶科山茶属的植物。分布在中国大陆的广东等地，常生于山地常绿林，目前尚未由人工引种栽培。